# Metopius alluaudi
Metopius alluaudi là một loài tò vò trong họ Ichneumonidae.